# Far Cry 5
Far Cry 5 es un videojuego de acción-aventura en primera persona desarrollado por Ubisoft Montreal y publicado por Ubisoft para PlayStation 4, Xbox One, Stadia y Microsoft Windows. Es la sexta entrega de la serie Far Cry. Su lanzamiento se produjo el 27 de marzo de 2018.

## Sinopsis
El juego se desarrolla en el condado ficticio de Hope, Montana, donde un predicador llamado Joseph Seed ha logrado prominencia en la región. Seed cree que ha sido elegido para proteger a la gente del condado de un "colapso inevitable" y ha establecido una congregación llamada La Puerta del Edén (Eden's Gate). En realidad, Seed es un predicador radical y La Puerta del Edén es un culto militar del juicio final. Bajo su gobierno, el culto ha intentado convertir a los residentes del condado de Hope y los ha amenazado para evitar que pidan ayuda al gobierno federal. Cuando un intento de detener a Seed resulta en la muerte de varios oficiales de la ley, el jugador es arrastrado al conflicto armado entre La Puerta de Edén y los residentes restantes del condado de Hope, quienes están organizando un movimiento de resistencia.
El jugador toma el papel de un alguacil de la oficina del sheriff, quien es enviado al condado de Hope para detener a Joseph Seed. Este predicador mantiene el control sobre el condado con la ayuda de sus hermanos, conocidos como "los Heraldos": Jacob, un exoficial militar que supervisa a sus soldados armados; John, un abogado que ha sido capaz de adquirir gran parte de la tierra de Hope para La Puerta del Edén; y Faith, quien actúa como una pacifista para llevar al pueblo a creer en el culto y confiar en su hermano mayor. Los residentes del condado que se oponen a Seed son: el pastor Jerome, líder de la iglesia local que ha visto como su congregación ha sido controlada por La Puerta del Edén; Mary May, dueña del bar del condado cuyo padre fue asesinado por el culto; y Nick Rye, un fumigador que quiere eliminar al culto por el bienestar de su familia.

## Jugabilidad
Al igual que los anteriores juegos de la serie, Far Cry 5 es un juego de acción y aventura en primera persona ambientado en un entorno de mundo abierto en el que los jugadores pueden explorar libremente. El juego cuenta con un nuevo sistema para la creación de personajes, en el que los jugadores pueden personalizar la apariencia del protagonista, incluyendo el género y el tono de la piel. Los jugadores tienen acceso a una gran variedad de armas y dispositivos para luchar contra sus enemigos. El juego pone un énfasis renovado en el combate cercano en comparación con los títulos anteriores de Far Cry, introduciendo una gama más amplia de armas blancas.
Asimismo, los jugadores pueden recorrer el mundo a pie o a través de varios vehículos. Además, el juego cuenta con un sistema de reclutamiento, en el que los jugadores pueden reclutar ciudadanos locales para luchar junto a ellos, similar al sistema "Buddy" utilizado en Far Cry 2. Los jugadores también pueden domar a los animales salvajes, al igual que en Far Cry Primal. También se introduce una mecánica de pesca. La campaña se puede jugar individualmente o con un compañero a través del modo multijugador cooperativo del juego. También cuenta con un editor de mapas, al igual que en títulos anteriores.
Durante la partida se pueden contratar a distintas personas para que ayuden al jugador a realizar misiones. Estas personas reciben el nombre de "pistoleros a sueldo" y todos ellos cuentan con un trasfondo argumental que se puede descubrir a lo largo de la aventura.

### Armamento
- Pistolas: SIG Sauer P226, Colt M1911, Beretta M9, Pistola Parabellum, Pistola PB, Desert Eagle, Colt Python

- Escopetas: Winchester Modelo 1887, Escopeta de dos cañones, Escopeta recortada, KS-23, SPAS-12

- Subfusiles: MP5, MP5K, MP5SD, MP34, TDI vector, PP-19 Bizon, Skorpion vz. 61, MAC-11, TEC-9, MP40

- Rifle de asalto: Heckler & Koch HK416, AK-47, AKM, M16, HS Produkt VHS, Fusil M14, Winchester Modelo 1894

- Rifle de francotirador: Heckler & Koch HK417, Winchester Modelo 70, Fusil anti-material Gepárd, Fusil de francotirador Dragunov, Barrett M95

- Ametralladora ligera: M249, M60, MG42, M134

- Lanzacohetes: RPG-7, Carl Gustav M2, Lanzagranadas M79

- Otros: Tirachinas, Arco compuesto, Arco recurvo, lanzallamas

### Far Cry Arcade
Es un modo de juego incluido dentro de Far Cry 5, que permite a los usuarios crear y editar mapas o niveles de juego, con una gran variedad de opciones de personalización. Estas creaciones se pueden jugar de manera individual, de forma cooperativa para dos jugadores o en multijugador competitivo. Este modo de juego está vinculado a la campaña principal, ya que al jugarlo se gana dinero y puntos de habilidad que pueden utilizarse en el modo historia. Entre las opciones de personalización se incluyen 9.000 objetos pertenecientes a otros títulos de Ubisoft, como Far Cry 4, Far Cry Primal, el mismo Far Cry 5, Assassin's Creed: Unity, Assassin's Creed IV: Black Flag y Watch Dogs.

### Contenido descargable (DLC)
El juego tuvo un pase de temporada que incluyó las expansiones Hours of Darkness, Lost on Mars y Dead Living Zombies, junto con una versión del juego Far Cry 3 para PlayStation 4 y Xbox One, con el nombre de Far Cry 3: Classic Edition. Esta versión de Far Cry 3 se puso a la venta de forma independiente el 29 de mayo de 2018.
Hours of Darkness: los jugadores viajan al pasado, en concreto a Vietnam, para luchar contra los guerrilleros del Viet Cong. Esta expansión se puso a la venta el 5 de junio de 2018.
Lost on Mars: los jugadores abandonan la Tierra para sostener un intenso enfrentamiento contra unos marcianos arácnidos. Esta expansión fue lanzada a la venta el 17 de julio de 2018.
Dead Living Zombies: los jugadores deben enfrentarse a hordas de zombis en una amplia colección de escenarios de Cine B. Este DLC fue lanzado el 28 de agosto de 2018.

## Desarrollo
El videojuego fue desarrollado por Ubisoft Montreal, en colaboración con otras subsidiarias de Ubisoft. Dan Hay es el director principal, y Drew Holmes el escritor (que había trabajado anteriormente en BioShock Infinite). Far Cry 5 continúa utilizando el motor Dunia. La historia del videojuego se centra en el separatismo y el aislamiento de sociedades, según declaraciones del mismo Dan Hay.
Far Cry 5 fue anunciado por Ubisoft junto con otros dos títulos importantes, Assassin's Creed: Origins y The Crew 2, los cuales estaban programados para ser lanzados entre finales de 2017 y principios de 2018, respectivamente. Ubisoft publicó varios tráileres y la portada del juego antes de la revelación oficial del mismo presentada el 26 de mayo de 2017.
En junio de 2017, el título fue presentado por Ubisoft en el E3 2017. El videojuego fue distribuido para PlayStation 4, Xbox One y Microsoft Windows el 27 de marzo de 2018 (anteriormente estipulado para el 27 de febrero de 2018) con soporte para PlayStation 4 Pro y Xbox One X.

## Recepción

### Controversia
El anuncio de Far Cry 5 en mayo de 2017 tuvo como resultado un momento de intenso conflicto político e ideológico por todo el mundo debido a recientes acontecimientos geopolíticos. Muchos periodistas opinaron que el establecimiento y el concepto narrativo de Far Cry 5, como se describe en el anuncio, involucraba temas de fanatismo religioso y el surgimiento de la extrema derecha en Estados Unidos, en contraposición a los lugares más exóticos representados en otros títulos de Far Cry. Sin embargo, estos periodistas señalaron que debido al largo ciclo de desarrollo, era poco probable que Ubisoft diseñara intencionalmente la narrativa del juego en torno al clima político en el momento del anuncio.
Dan Hay, director creativo de Far Cry 5, confirmó en una entrevista para HardcoreGamer que la intención al desarrollar el juego no era enviar un mensaje político o religioso sino "tener una experiencia única, conocer personajes singulares y vivir una historia que se sienta relevante y creíble."

### Crítica
Far Cry 5 fue recibido con críticas mayormente positivas por parte del periodismo de videojuegos.
Álvaro Castellano de la página web 3DJuegos, sostiene que "Far Cry 5 es un muy buen exponente de lo que quiere conseguir la saga shooter y, seguramente, también de hacia dónde quiere dirigirse. El nuevo videojuego de la serie se hace fuerte en todos los elementos que caracterizan a la marca y, aunque no arriesga demasiado en sus ideas, logra un resultado muy bueno. Muchas horas de entretenimiento, mucha diversión y, sobre todo, la acción más espectacular y explosiva que puedes encontrar en estos momentos".
Ray Porreca del portal Destructoid opina que "Far Cry 5 es un shooter en primera persona sólido ubicado en una vibrante e impresionante localización. Funciona bien, se ve muy bien y está lleno de contenido suficiente para mantener a los jugadores inmersos en el condado de Hope durante mucho tiempo. Aunque Joseph Seed y Eden's Gate funcionan mejor en teoría que en la práctica, el culto apocalíptico con sede en Montana marca una salida para la franquicia que vale la pena".
Jorge Cano, periodista de Vandal, comenta que "Far Cry 5 nos ha encantado. Con una fórmula que a base de pulir y mejorar sigue funcionando igual de bien que hace seis años, pero con más posibilidades jugables que nunca, con los contenidos más elaborados y cuidados de toda la serie, y con una ambientación realmente atractiva y diferente dentro de la saga, que da mucho juego para proponer todo tipo de situaciones y personajes tan divertidos como sorprendentes". Además agrega "en lo único en lo que falla una vez más es en construir una gran historia, algo realmente complicado teniendo en cuenta su particular estructura, y en su su de falta de innovación y de grandes novedades jugables".
Jeff Cork, en su análisis para GameInformer, afirma que "el mundo de Far Cry 5 está meticulosamente construido, y es un magnífico facsímil de Big Sky Country. Desafortunadamente, mucha de la acción no está inspirada. Es una recitación bella pero suave de lo que vino antes, tanto de la serie como del libro de jugadas de mundo abierto de Ubisoft. Nunca es malo, pero considerando lo buenos que han sido los juegos anteriores, su predictibilidad general es decepcionante".
Daemon Hatfield de IGN opina que "Far Cry 5 es otro mundo abierto con todos los ingredientes necesarios para causar un alboroto real: montones de enemigos y aliados, fauna temperamental y muchas explosiones. En medio de toda esa locura, logra contar una historia seria con personajes respetables y un final poderoso, aunque no es el más memorable de la serie".

### Ventas
Según datos de Steam Spy, un servicio que monitorea las ventas realizadas en la plataforma Steam, el videojuego Far Cry 5 vendió más de 340.000 unidades en PC en sus primeros tres días. El juego ocupó el primer puesto en cantidad de unidades vendidas en Reino Unido, lo que lo convirtió en el estreno más exitoso de la saga en ese país. Posteriormente, se anunció que las ventas en Steam habían superado el medio millón de copias, convirtiéndose de esta manera en el videojuego de la saga que más rápido se ha vendido. Según un estudio de la firma SuperData, el juego logró vender en los primeros cinco días desde su lanzamiento 2,5 millones de copias en todas las plataformas. El 6 de abril de 2018, Ubisoft comunicó que Far Cry 5 había vendido 5 millones de copias en su primera semana. El videojuego se convirtió en el título más vendido en la PlayStation Store de marzo de 2018, superando las ventas de otros juegos como A Way Out y Horizon Zero Dawn.